# Neaufles-Auvergny
Neaufles-Auvergny es una localidad y comuna francesa situada en la región de Alta Normandía, departamento de Eure, en el distrito de Évreux y cantón de Rugles.

## Demografía
| 521 | 434 | 449 | 405 | 476 | 395 |
| Para los censos de 1962 a 1999 la población legal corresponde a la población sin duplicidades (Fuente: INSEE [Consultar]) |     |     |     |     |     |